# La Palma (1912)
El barco de vapor La Palma es un correíllo construido en 1912 por la Compañía de Vapores Interinsulares Canarios
, y posteriormente prestó servicio en la Compañía Trasmediterránea hasta cuando se le da de baja en el año 1976. Actualmente es un barco museo conservado en el puerto de Santa Cruz de Tenerife, en las islas Canarias, España. Hoy en día en España solo se conservan dos barcos de vapor antiguos operativos: el La Palma y el Hidria Segundo, que fue construido en 1966.

## Historia

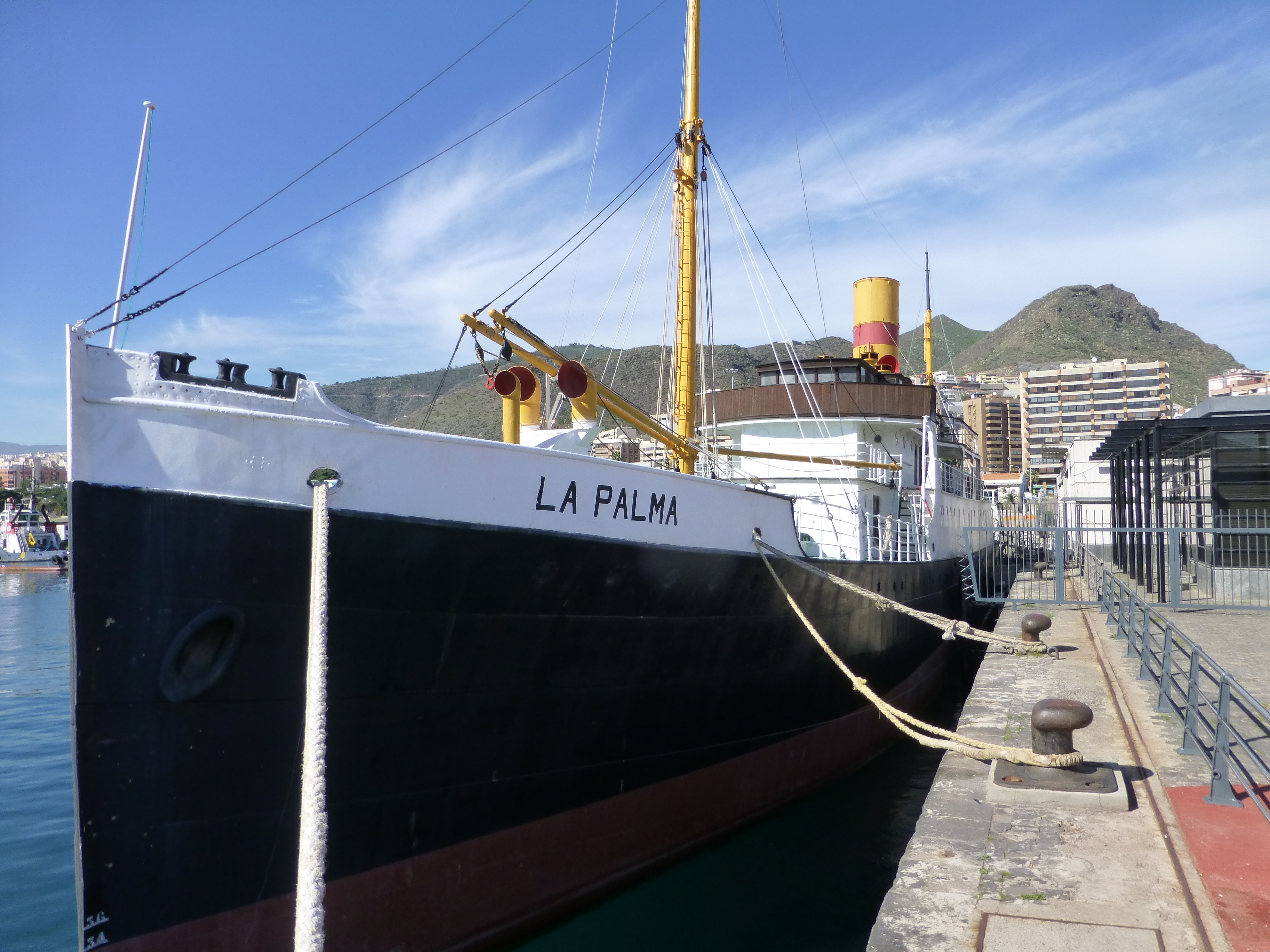
Vista de la proa del La Palma en el año 2012.

La construcción del correíllo La Palma estuvo a cargo de la naviera Compañía de Vapores Correos Interinsulares Canarios de Las Palmas, filial de la naviera británica Elder Dempster Lines, tras un segundo concurso público de ayudas al transporte interinsular. El barco fue construido en 1912, el mismo año del tristemente célebre Titanic, en el astillero W. Harkess & Son en Middlesbrough (Reino Unido). Después del lanzamiento el 3 de febrero de 1912, la finalización siguió el 10 de abril de ese año. El 16 de abril, el barco se puso en marcha y, tras el traslado del verano de 1912, operó principalmente en rutas costeras alrededor de las islas Canarias, pero también realizó viajes ocasionales a lo que entonces era el África Occidental Española. En 1925 quedó varado.
En 1931 se vendió por primera vez el La Palma. La naviera estatal española Compañía Trasmediterránea adquirió la flota de los "Correillos", incluida La Palma, y luego continuó utilizando el barco en el servicio tradicional insular. Finalmente, después del daño de la caldera, el barco fue dado de baja el 17 de marzo de 1976 y vendido a un miembro de la familia de industriales alemanes Flick en noviembre siguiente para que sirviera como una casa club flotante. En 1986, La Palma pasó a manos de un grupo de interés que quería restaurar el barco para convertirlo en un buque museo. Después de numerosas dificultades, el barco fue restaurado en gran parte en el año 2012 para el 100 aniversario desde su construcción.

## Características

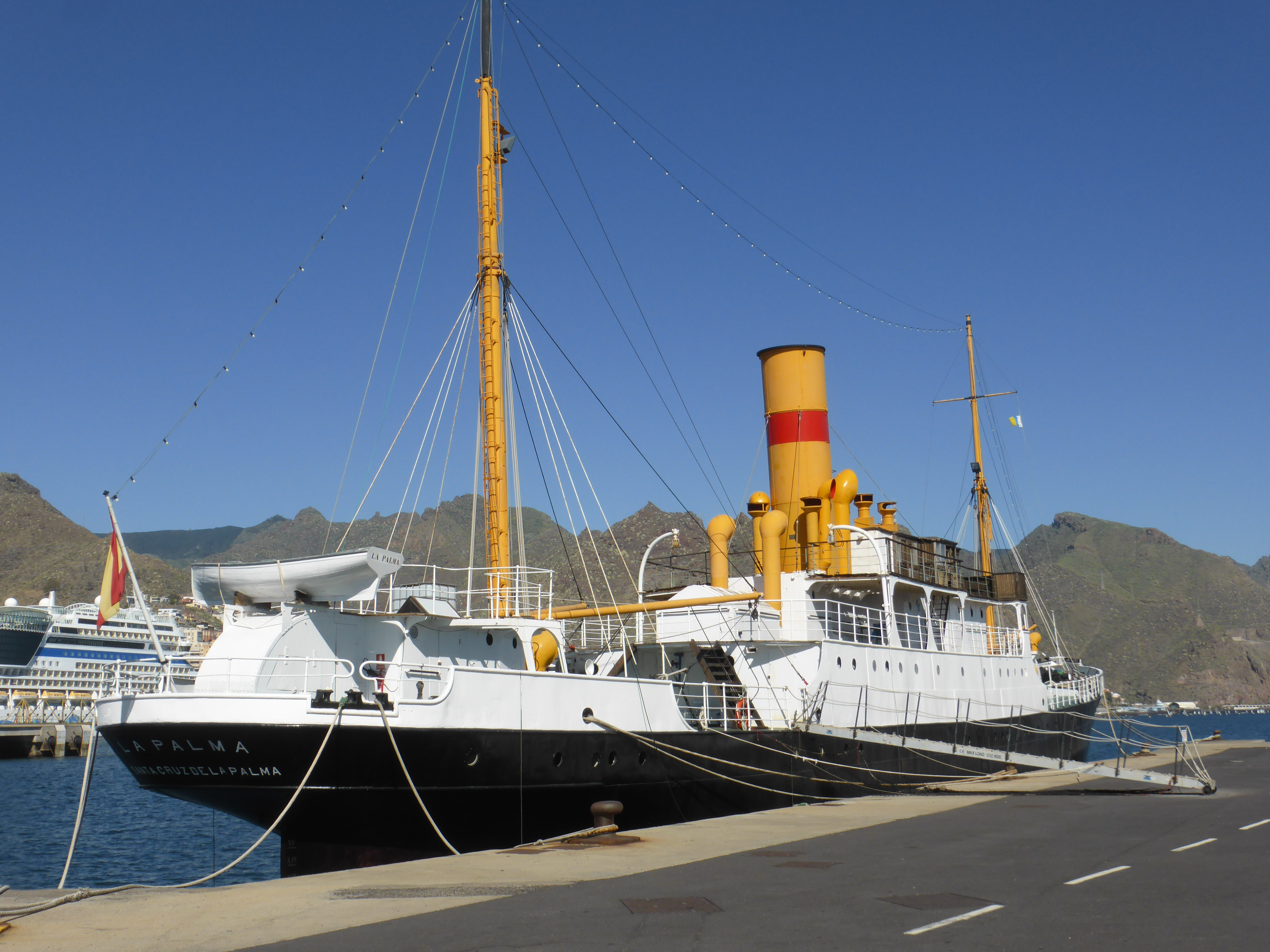
Vista de la popa del La Palma en el año 2020.

El casco del barco está remachado, las superestructuras, que ofrecían espacio para hasta 190 pasajeros, en 1973 según aprobación hasta 266, están dispuestas en medio del barco. Fueron modernizados y reconstruidos varias veces durante el curso de la operación. Las dos bodegas delanteras y un tercer espacio de almacenamiento en popa están cerrados con palos de corte convencionales, tapas de escotilla de madera y lonas impermeables. El equipo de carga consiste en grúas. 
La Primera Clase (habilitada para un total de 43 pasajeros según la reforma de los años 50) ocupaba la cubierta principal y contaba con camarotes amplios y acceso a un lujoso salón amueblado y revestido en madera y terciopelo al estilo inglés, mientras que la Segunda Clase (42 pasajeros) se ubicaba en la cubierta de entrepuente, con camarotes dobles o cuádruples dotados con aseo en una de las últimas reformas. El espacio destinado a Tercera Clase (38) se disponía en el entrepuente de la bodega nº 3, a popa, y contaba con espacios muy reducidos, camarotes múltiples y servicios comunes en la toldilla de popa. A estas cifras debe sumarse un buen número de pasajeros cuyo billete no daba derecho a una plaza en el interior del buque y se distribuían de manera más o menos precaria en el exterior. En 1973 el barco estaba autorizado y despachado por la Administración Marítima para transportar hasta un total de 266 pasajeros, de los que 143 podían navegar en las butacas y asientos de cubierta
El barco está propulsado por un motor de vapor de pistón de triple expansión y tres cilindros de 700 hp construido por MacColl & Pollock en Sunderland. Las dos calderas de vapor funcionaron con carbón hasta 1951 y luego cambiaron a combustible pesado.

## En la cultura popular
- El buque aparece al inicio de la película 1898: Los últimos de Filipinas con el nombre de Compañia de Filipinas trasladando al destacamento militar español a las costas de Filipinas (entonces era parte del Imperio Español).[7]

## Galería

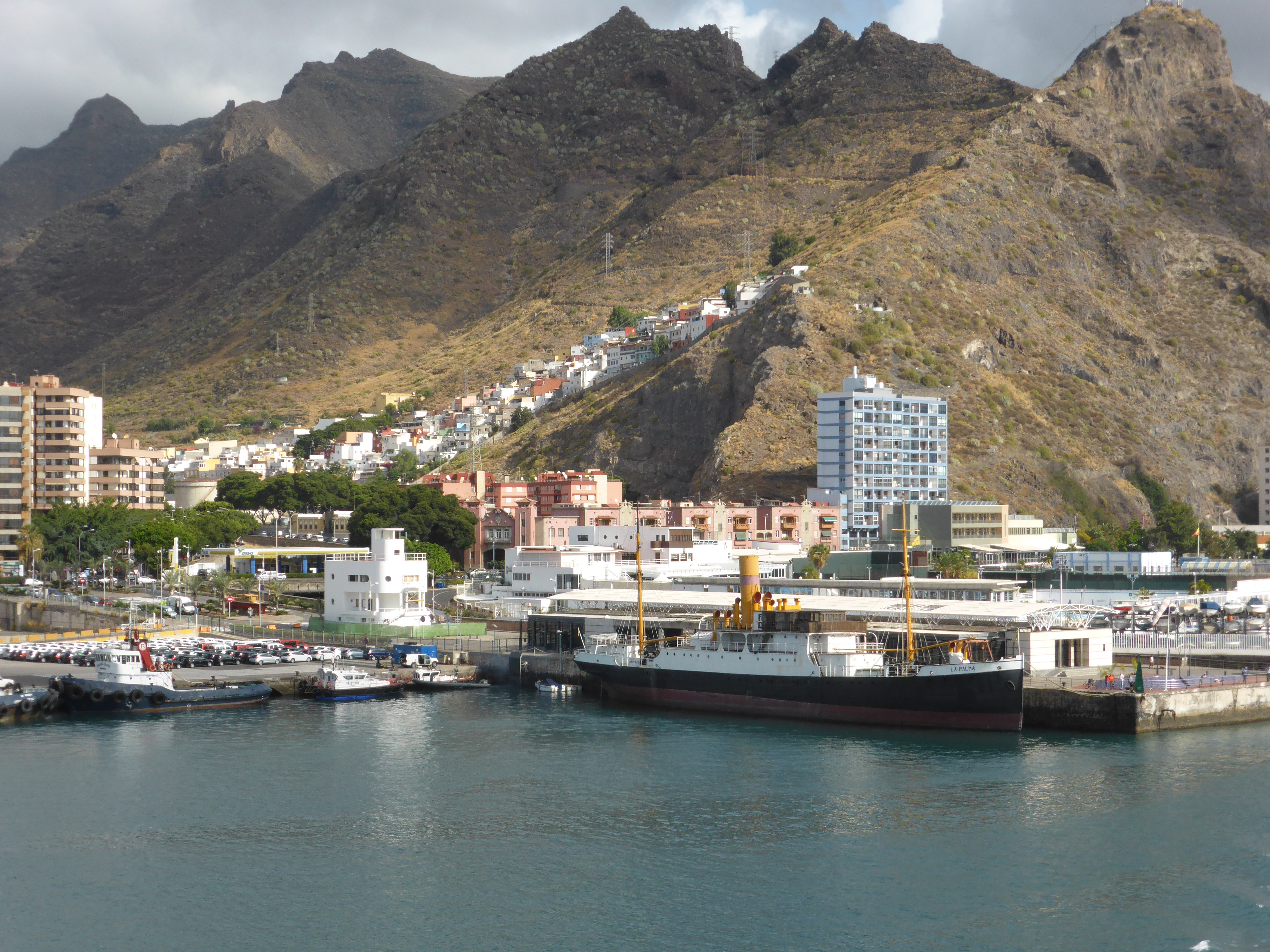
Atracado en el Muelle Norte de Santa Cruz de Tenerife
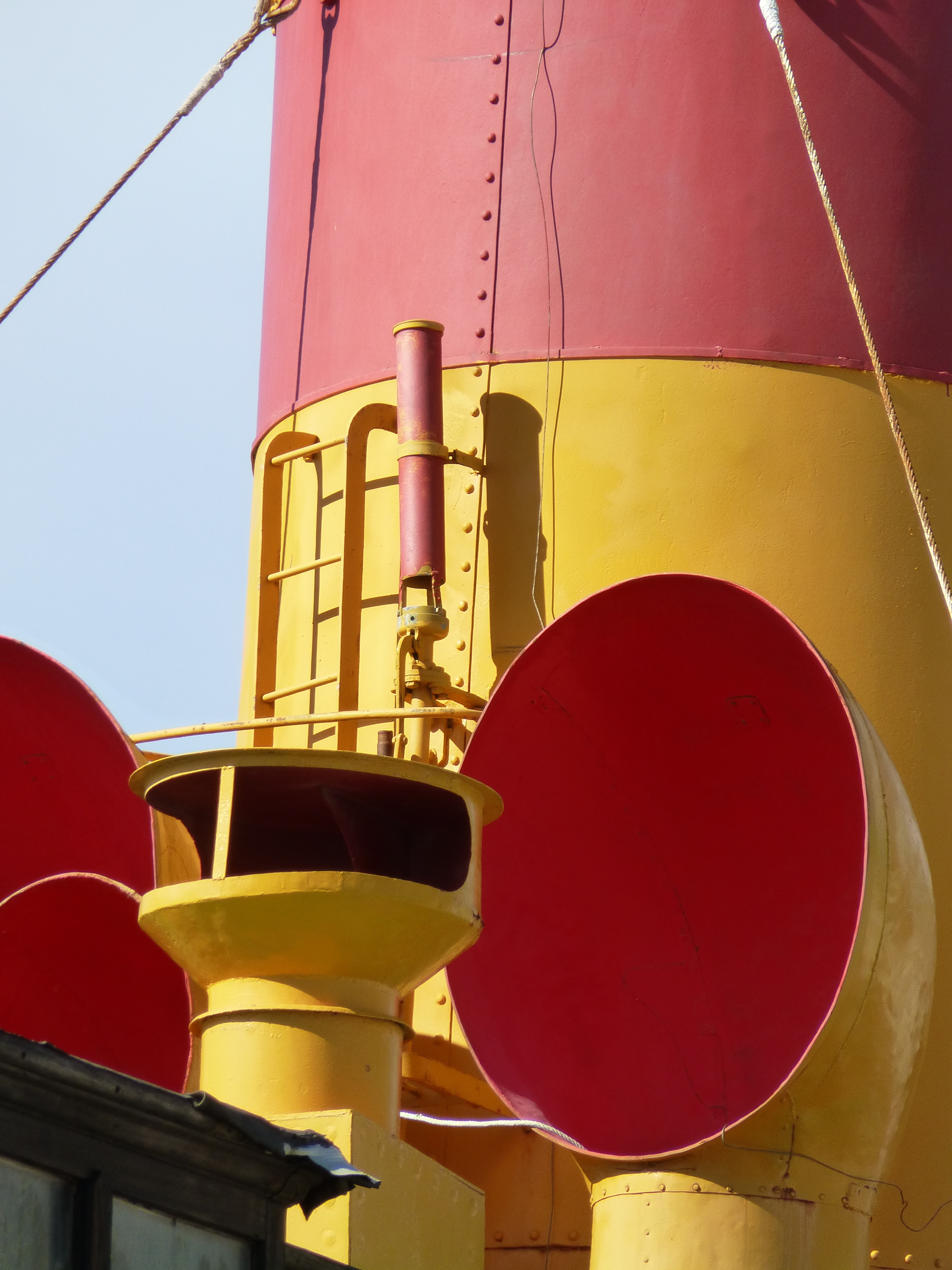
Detalle de la chimenea, silbato y manguerotes de ventilación
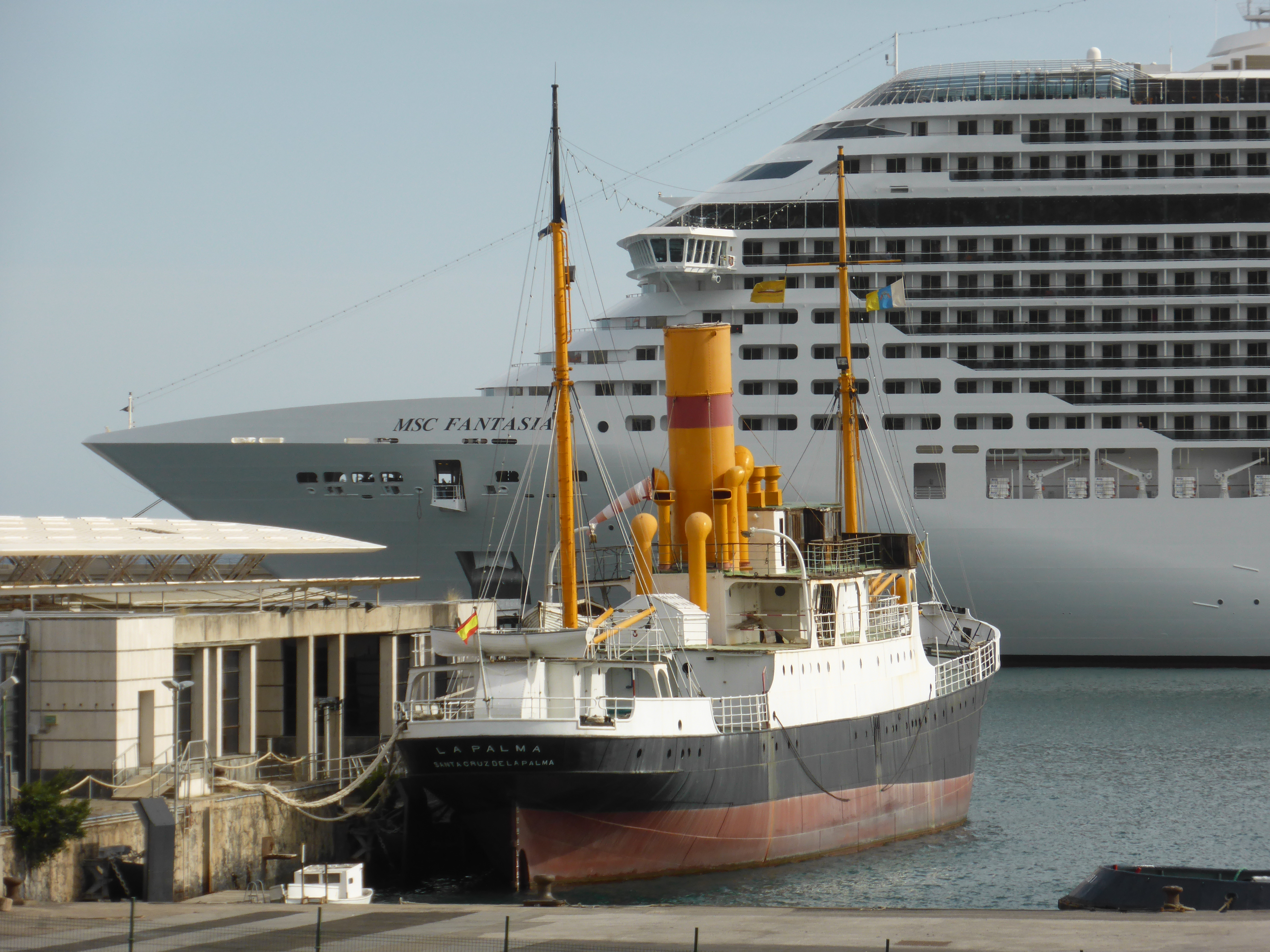
Amarrado en el puerto. Al fondo vemos la sección de proa del moderno buque de cruceros MSC Fantasia.
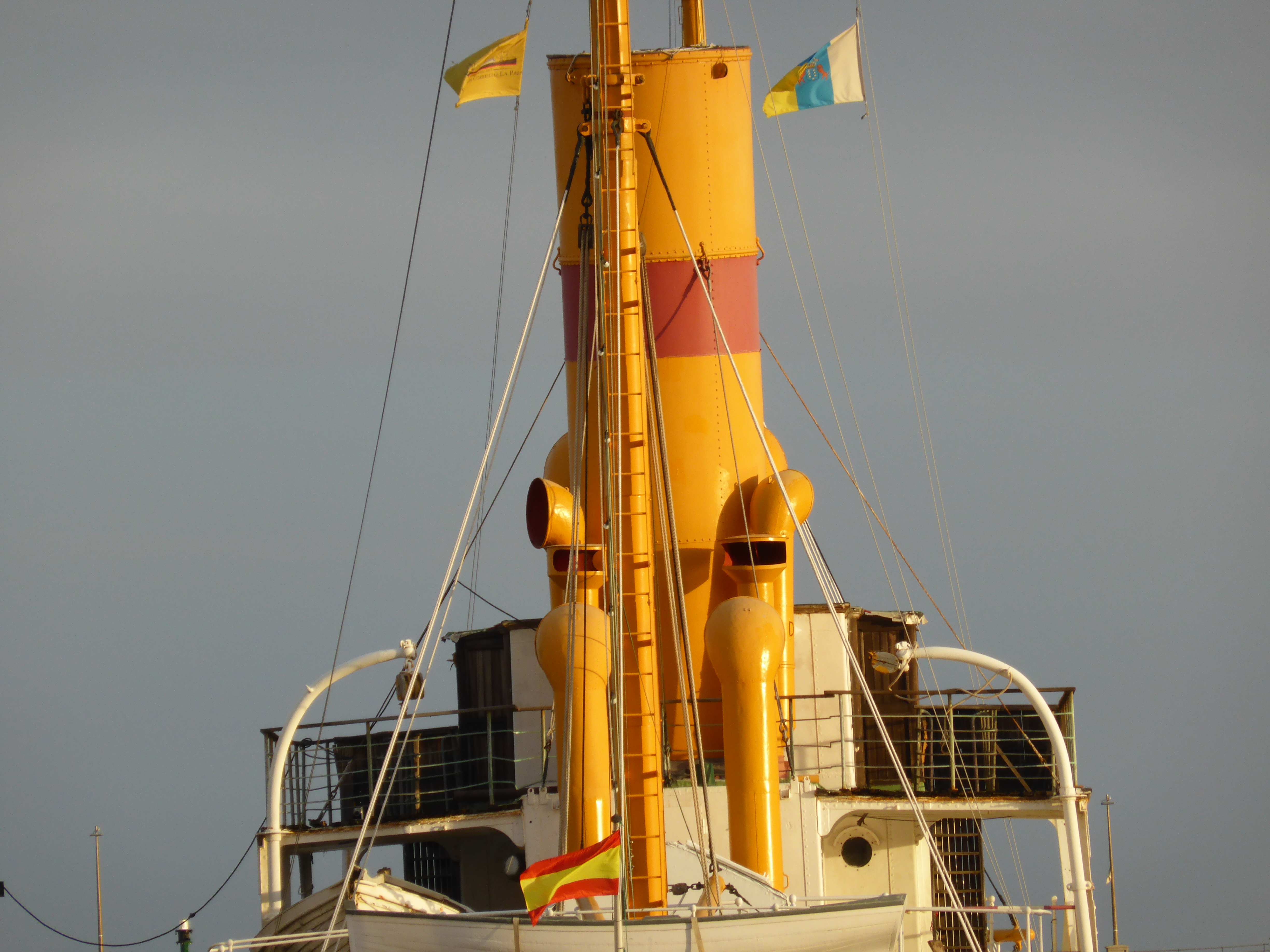
Vista parcial, desde popa a proa, viéndose un mástil, varios manguerotes de ventilación, la chimenea, tres banderas (de España, de Canarias y de la "Fundación Canaria Correíllo La Palma").
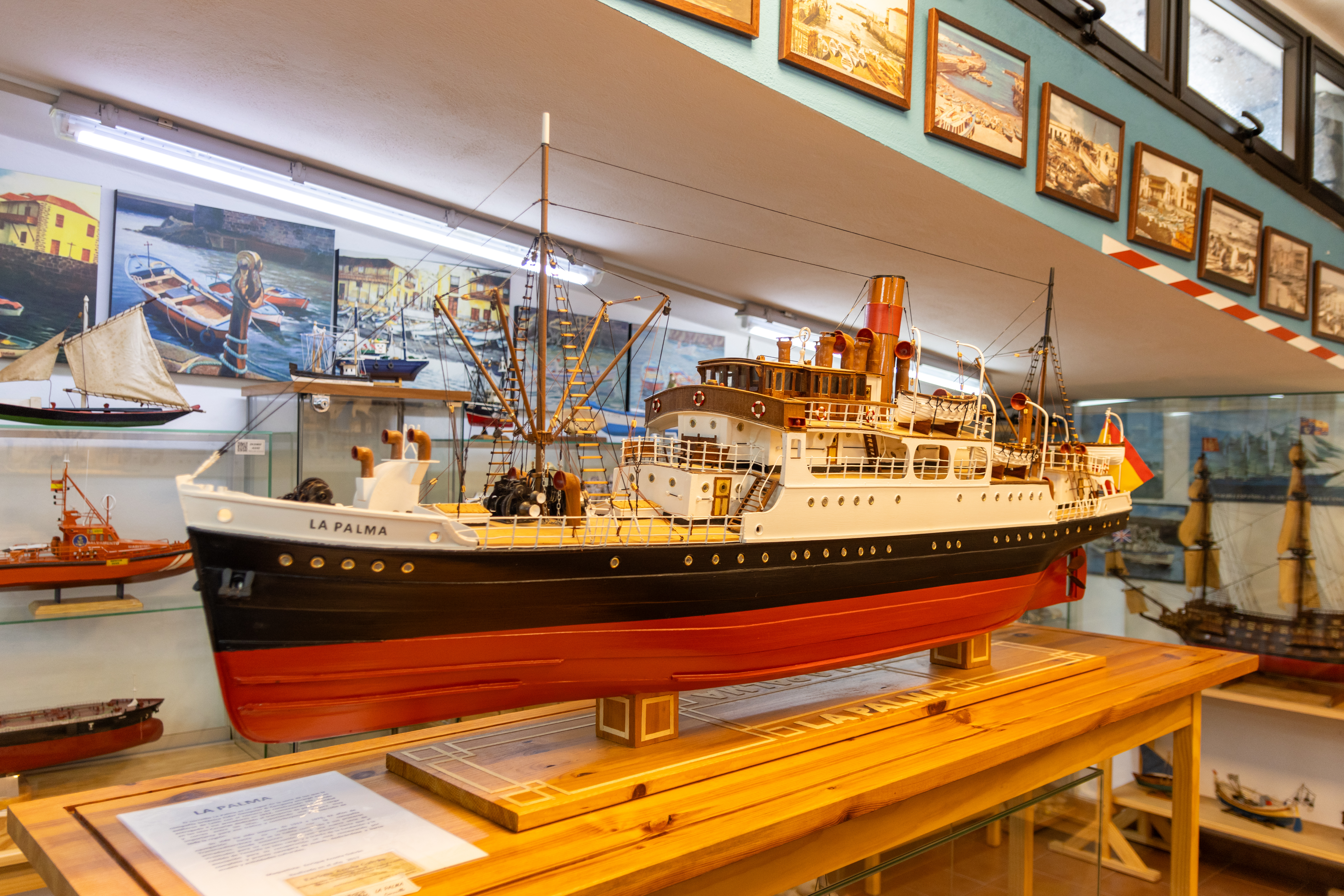
Puerto de la Cruz, museo del Pescador. A la derecha, maqueta del vapor La Palma.
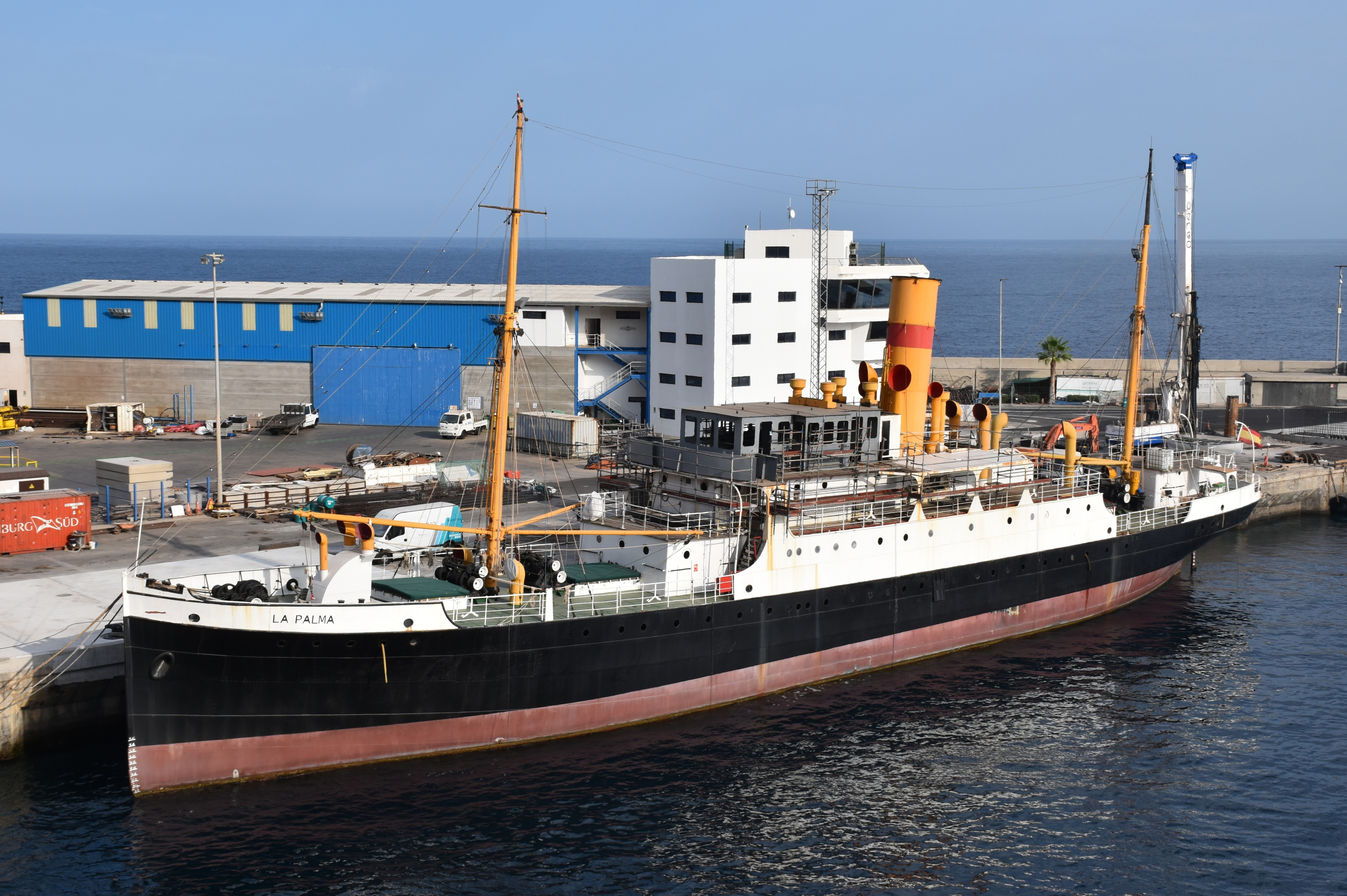
Vista de La Palma en el año 2023.